# Гоголева, Елена Николаевна
Еле́на Никола́евна Го́голева (25 марта [7 апреля] 1900, Москва — 15 ноября 1993, там же) — советская российская актриса театра и кино, мастер художественного слова (чтица). Артистка Малого театра в 1918—1993 годах.
Герой Социалистического Труда (1974). Народная артистка СССР (1949). Лауреат трёх Сталинских премий (1947, 1948, 1949).

## Биография
Родилась в Москве в семье армейского офицера и провинциальной актрисы.
В 1916 году окончила Александро-Мариинский институт. В 1917—1918 годах училась на драматическом отделении Музыкально-драматического училища Московского филармонического общества (ныне Российский институт театрального искусства — ГИТИС) в Москве.

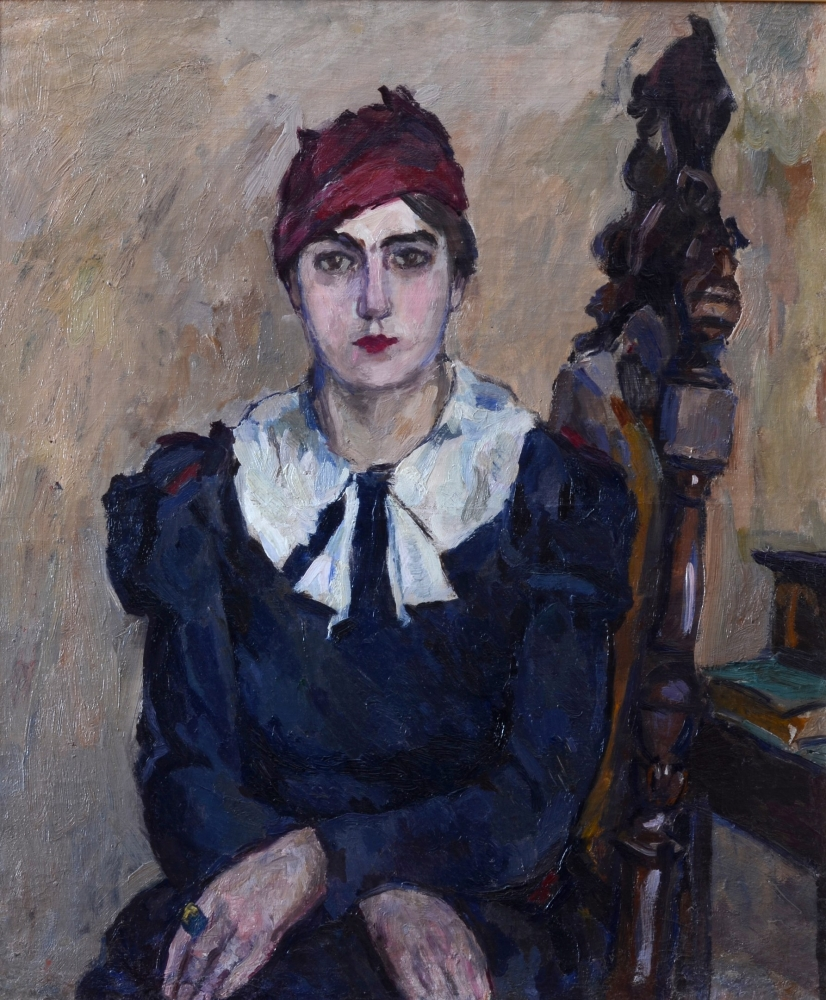
Портрет Гоголевой кисти Аристарха Лентулова, 1933

В 1918 году со 2-го курса Гоголева была принята в труппу Малого театра, где дебютировала в роли Джессики в «Венецианском купце» У. Шекспира. Актриса, обладавшая яркой и разносторонней индивидуальностью, уделявшая большое внимание культуре сценической речи и выразительности внешнего рисунка роли, уже в первые годы сыграла Софью в «Горе от ума» и ряд ролей в пьесах А. Н. Островского: Весну в «Снегурочке», Негину в «Талантах и поклонниках», Аксюшу в «Лесе», Полину в «Доходном месте», Ларису в «Бесприданнице».
В Малом театре Елена Гоголева служила до конца своей жизни. Среди лучших её ролей — образы, созданные как в классическом, в том числе зарубежном (леди Милфорд в драме Ф. Шиллера «Коварство и любовь», шекспировская леди Макбет, миссис Кроули в «Ярмарке тщеславия»), так и в современном репертуаре, в том числе Мамуре в специально для неё поставленном спектакле по пьесе Ж. Сармана. В последний раз актриса вышла на сцену 22 октября 1993 года.
В 1920 году Елена Гоголева дебютировала в кинематографе, но снималась мало, всегда оставаясь актрисой прежде всего театральной. Работала также на радио и телевидении. Более 150 записей литературных произведений, спектаклей Малого театра с участием актрисы хранится в собрании Гостелерадиофонда.
Проживала в Москве в доме кооператива «Труженик искусства» в районе улицы Горького.
Скончалась 15 ноября 1993 года в Москве. Похоронена на Ваганьковском кладбище (участок № 12) рядом с сыном.

## Семья
Трижды была замужем.
- Первый муж — Георгий Николаевич Дудкевич (1887—1978), композитор, звукорежиссёр.
  - Сын — Игорь Георгиевич Дудкевич (1920—1969), военный лётчик, участник войны, звукорежиссёр.
- Второй муж — Всеволод Николаевич Аксёнов (1902—1960), актёр, мастер художественного слова. Заслуженный артист РСФСР (1947).
- Третий муж — Семён Исаакович Каминка (1907—1983), режиссёр, брат мастера художественного слова Эммануила Каминки.

Могила Е. Н. Гоголевой на Ваганьковском кладбище в Москве

## Звания и награды
- Герой Социалистического Труда (1974)
- Два ордена Ленина (1967, 1974)
- Орден Октябрьской революции
- Три ордена Трудового Красного Знамени (23.09.1937 — за выдающиеся заслуги в деле развития русского театрального искусства, 26 октября 1949, 1989)
- Орден Дружбы народов (7 августа 1980)[7]
- Орден «Знак Почёта» (1978)
- Медаль «За доблестный труд в Великой Отечественной войне 1941—1945 гг.»
- Медаль «В память 800-летия Москвы»
- Народная артистка СССР (1949)
- Народная артистка РСФСР (23 сентября 1937)
- Заслуженная артистка РСФСР
- Сталинская премия второй степени (1947) — за исполнение роли актрисы Елены Васильевны Гореловой в спектакле «За тех, кто в море!» Б. А. Лавренёва
- Сталинская премия первой степени (1948) — за исполнение роли Клавдии Петровны Лавровой в спектакле Б. С. Ромашова «Великая сила»
- Сталинская премия первой степени (1949) — за исполнение роли Нины Ивановны Полозовой в спектакле А. В. Софронова «Московский характер»[8]

## Творчество

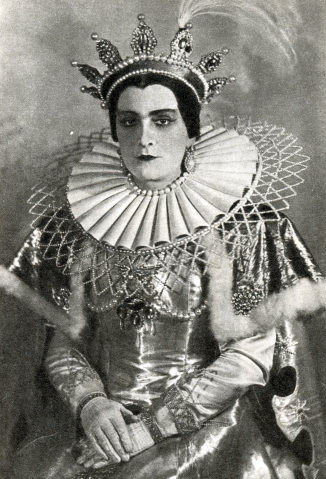
В роли Марины Мнишек («Борис Годунов» А. С. Пушкина)

### Роли в театре (Малый театр)
- 1918 — «Венецианский купец» У. Шекспира — Джесика
- 1918 — «Посадник» А. К. Толстого — эпизод
- 1919 — «Старик» М. Горького — Татьяна
- 1919 — «Электра» Г. фон Гофмансталя — Хрозотемида
- 1920 — «Горе от ума» А. С. Грибоедова — Софья
- 1921 — «Женитьба Фигаро» Бомарше — Керубино
- 1921 — «Холопы» П. П. Гнедича — Дуня
- 1922 — «Пути к славе» Э. Скриба — Агата
- 1922 — «Оливер Кромвель» А. В. Луначарского — Мери Факенберг
- 1922 — «Таланты и поклонники» А. Н. Островского — Александра Николаевна Негина
- 1923 — «Бесприданница» А. Н. Островского — Лариса Дмитриевна Огудалова
- 1923 — «Отелло» У. Шекспира — Дездемона
- 1923 — «Снегурочка» А. Н. Островского — Весна
- 1924 — «Медвежья свадьба» А. В. Луначарского — Юлия
- 1924 — «Железная стена» Б. К. Рынды-Алексеева — Христина
- 1925 — «Женитьба Белугина» А. Н. Островского и Н. Я. Соловьёва— Елена
- 1925 — «Заговор Фиеско» Ф. Шиллера — Джулия
- 1925 — «Сто лет Малого театра» И. С. Платона — Клерхен
- 1925 — «Нахлебник» И. С. Тургенева— Елецкая
- 1925 — «Доходное место» А. Н. Островского — Полина
- 1925 — «Иван Козырь и Татьяна Русских» Д. П. Смолина — Лоретта
- 1925 — «Вечерняя заря» Ф. А. Бейерлейна— Клара
- 1925, 1953 — «Стакан воды» Э. Скриба — Герцогини Мальборо
- 1925 — «Лес» А. Н. Островского — Аксюша
- 1925 — «Воевода» А. Н. Островского — Олена
- 1926 — «Аракчеевщина» И. С. Платона — Прасковья Антоновна
- 1926 — «Собор Парижской Богоматери» Н. А. Крашенинникова по роману В. Гюго — Эсмеральда
- 1926 — «За океаном» Я. М. Гордина — Эсфирь
- 1926 — «Загмук» А. Г. Глебова — Ильтани
- 1927 — «Любовь Яровая» К. А. Тренёва — Панова
- 1928 — «Гусары и голуби» В. М. Волькенштейна — Валентина Александровна
- 1928 — «Пока они сражались» Б. А. Вакса и Э. Э. Матерна — Матильда
- 1929 — «Альбина Мегурская» Н. Н. Шаповаленко — Гнеда
- 1930 — «Растеряева улица» М. С. Нарокова по Г. И. Успенскому — Вера
- 1931 — «Смена героев» Б. С. Ромашова — Краевская
- 1932 — «В дальней фактории» Н. Н. Шаповаленко — Любовь Васильевна
- 1932 — «Дон Карлос» Ф. Шиллера — Эболи
- 1933 — «Бешеные деньги» А. Н. Островского — Лидия Юрьевна Чебоксарова
- 1934 — «Бойцы» Б. С. Ромашова — Башилова
- 1935 — «Волки и овцы» А. Н. Островского — Глафира Алексеевна
- 1935 — «Соло на флейте» И. К. Микитенко — Наталка Рогоз
- 1936, 1948 — «Коварство и любовь» Ф. Шиллера — леди Мильфорд
- 1937 — «Борис Годунов» А. С. Пушкина — Марина Мнишек
- 1938 — «На берегу Невы» К. А. Тренёва — Елизавета
- 1939 — «Уриэль Акоста» К. Гуцкова — Юдифь
- 1940 — «Без вины виноватые» А. Н. Островского — Нина Павловна Коринкина
- 1941 — «Варвары» М. Горького — Надежда Монахова
- 1943 — «Нашествие» Л. М. Леонова — Ольга
- 1945 — «Иван Грозный» А. Н. Толстого — Марья Темрюковна
- 1947 — «За тех, кто в море!» Б. А. Лавренёва — Горелова
- 1947 — «Великая сила» Б. С. Ромашова — Лаврова
- 1948 — «Доходное место» А. Н. Островского — Вишневская
- 1949 — «Московский характер» А. В. Софронова — Полозова
- 1949 — «Заговор обречённых» Н. Е. Вирты — Ганна Лихта
- 1950 — «Наш современник» («А. С. Пушкин») К. Г. Паустовского — Воронцова
- 1948 — «Без вины виноватые» А. Н. Островского — Кручинина
- 1953 — «Северные зори» Н. Н. Никитина — Абрамова
- 1954 — «Горе от ума» А. С. Грибоедова — Графиня-внучка
- 1954 — «Шакалы» А. М. Якобсона — Мэри
- 1955 — «Крылья» А. Е. Корнейчука — Падолист
- 1956 — «Макбет» У. Шекспира — Леди Макбет
- 1958 — «Привидения» Г. Ибсена — Альвинг
- 1960 — «Ярмарка тщеславия» по У. М. Теккерею — Фру Мисс Кроули
- 1961, 1975 — «Гроза» А. Н. Островского — полусумасшедшая барыня
- 1963 — «Волки и овцы» А. Н. Островского — Мурзавецкая
- 1954 — «Горе от ума» А. С. Грибоедова — Хлёстова
- 1964 — «Госпожа Бовари» Г. Флобера — Мать Бовари
- 1964 — «Человек из Стратфорда» С. И. Алёшина — Королева Елизавета
- 1965 — «Герой Фатерланда» Л. Кручковского — Фрау Даубман
- 1967 — «Джон Рид» Е. Р. Симонова — Мать Джона Рида
- 1968 — «Путешественник без багажа» Ж. Ануйя — Герцогиня Дюпон-Дюфар
- 1969 — «Господин Боркман» Г. Ибсена — Фру Боркман
- 1971 — «Достигаев и другие» М. Горького — Мать Мелания
- 1972 — «Перед заходом солнца» Г. Гауптмана — Фрау Петерс
- 1973 — «Пучина» А. Н. Островского — Анна Устиновна
- 1977 — «Господа Головлёвы» по М. Е. Салтыкову-Щедрину — Арина Петровна Головлёва
- 1978 — «Мамуре» Ж. Сармана — Селина Муре (Мамуре)
- 1984 — «Картина» по Д. А. Гранину — Астахова
- 1987 — «Холопы» П. П. Гнедича — Княжна Плавутина-Плавунцова

### Работы на телевидении
- 1967 — Пропавший чиновник (телеспектакль) — фру Амстед
- 1974 — Дом Островского — Анна Устиновна Кисельникова, «Пучина»
- 1988 — Холопы — княжна Плавутина-Плавунцова

### Фильмография
| Год  |   | Название                        | Роль                          |
| ---- | - | ------------------------------- | ----------------------------- |
| 1920 | ф | Анджело                         | Имя персонажа не указано      |
| 1936 | ф | Гобсек                          | графиня де Ресто              |
| 1953 | ф | Варвары. Сцены в уездном городе | Монахова Надежда Поликарповна |
| 1954 | ф | Об этом забывать нельзя         | Мария Спиридоновна Бантыш     |
| 1957 | ф | Стакан воды                     | герцогиня Мальборо            |
| 1961 | ф | Две жизни                       | княгиня Нащекина              |
| 1982 | ф | Пиковая дама                    | графиня Анна Федотовна        |